# Tonrometra
Genre
Tonrometra est un genre de comatules abyssales de la famille des Antedonidae.

## Liste d'espèces
Selon World Register of Marine Species (1 avril 2015) :
- Tonrometra brevipes (AH Clark, 1912) -- Indonésie (abysses)
- Tonrometra multicirra AH Clark, 1929 -- Indonésie (abysses)
- Tonrometra remota (Carpenter, 1888) -- Antarctique (abysses)
- Tonrometra spinulifera (John, 1939) -- Antarctique (abysses)